# Angerode (Wüstung)
Angerode ist eine Wüstung bei Hermerode im Landkreis Mansfeld-Südharz in Sachsen-Anhalt, Deutschland. Sie liegt zwischen Popperode und Hermerode am Kammerbach, südöstlich des neuen Schlosses. Nördlich der Dorfstelle verlief die alte Straße Hermerode–Braunschwende.

## Geschichte
Die auch Aukerode genannte Rodungssiedlung des 10. oder 11. Jahrhunderts bestand nur kurz. Ihre Flur ging in den Gemarkungen von Popperode und Hermerode auf.
Am 22. April 1477 wurde die Dorfstelle urkundlich erwähnt, als der Magdeburger Erzbischof Ernst ein bereits wüstes Angerode zu den wüsten Dorfstätten im Amt Rammelburg zählte, zusammen mit u. a. Wischerode und Asselrode. Zwischen 1533 und 1534 wurde ein Ankerode im Rammelburger Erbbuch erwähnt.
Weitere Erwähnungen gab es in gräflichen Lehnsreversen in den Jahren 1494 und 1500 als Angerode, 1523 als Angenrode und 1560 erneut als Angerode.